# José Antonio de Mendoza

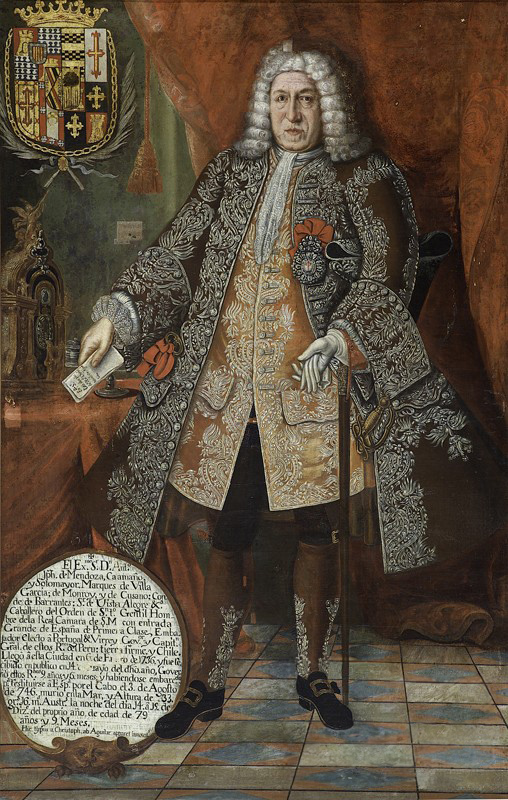
José Antonio de Mendoza

José Antonio de Mendoza (Galiza, Espanha, 1667 – Cabo Horn, Chile, 17 de dezembro de 1746) foi um administrador colonial espanhol. Foi vice-Rei do Peru de 4 de fevereiro de 1736 até 15 de dezembro de 1745.

## Biografia
Mendoza era um nativo da Galiza, Espanha e um cavaleiro da Ordem de Santiago. Ele havia sido embaixador de Veneza e vice-rei da Catalunha, quando o rei Filipe V o nomeou vice-rei do Peru em 1735. Ele tomou posse no ano seguinte, aos 68 anos.
Durante sua administração, a guerra entre a Espanha e o Reino Unido novamente eclodiu (a Guerra da orelha de Jenkins, 1739-1748). O vice-rei organizou a defesa do litoral e a melhoria do exército e das milícias. Em 1742, ele enviou uma frota do porto de El Callao para defender a costa do Chile.
Em 1736, Jorge Juan y Santacilia e Antonio de Ulloa, cientistas espanhóis enviados pela Academia Francesa em uma missão científica para medir o grau de um meridiano no equador, chegaram na colônia. (Jorge Juan havia navegado no mesmo navio em Mendoza.) Em seu retorno, eles informaram sobre a desorganização e a corrupção no governo e o contrabando. O relatório foi publicado postumamente sob o título Noticias Secretas de América.
Outra influência francesa sobre a ciência na colônia era Louis Godin, outro membro da expedição meridiana. Ele foi nomeado por Mendoza cosmógrafo chefe. As funções do cosmógrafo chefe incluiam a publicação de almanaques e instruções de navegação. Outros cientistas franceses no Peru neste período foram Charles Marie de La Condamine e Pierre Bouguer.
O Contrabando voltou a aumentar durante este período. A prática era tão lucrativa que os comerciantes estavam dispostos a aceitar os riscos.
Também durante seu mandato, uma revolta indígena ocorreu em Oruro (1739) e outra liderada por Juan Santos Atahualpa eclodiu em 1742 em Oxabamba. Esta última insurreição ganhou o apoio de todas as tribos indígenas, e também entre os mestiços e os espanhóis pobres. O objetivo dos rebeldes era expulsar os espanhóis do Peru. Eles foram incapazes de fazê-lo, mas os espanhóis não foram capazes de derrotá-los.
Em 1740, o Vice-Reino de Nova Granada foi separado do Peru. (Ele tinha se separado antes, 1717-1724, mas apenas temporariamente.) O novo vice-reinado incluía os territórios de Bogotá, Quito, Panamá e Venezuela, e também alguns territórios mais diretamente ligados à Lima - Maynas, Jaén, Tumbes e Guaiaquil.
Mendoza foi afastado do cargo em 1745, e morreu durante a viagem de volta para a Espanha.